# مدير المالية
المدير المالي والمعروف اختصارًا CFO هو الشخص الذي يقوم بادارة اموال الشركة بفعالية وامانة، ويلعب دورا اساسيا في اتخاذا القرار ولم يعد يقوم بوظيفة الاستشاري فقط. ولكي يحقق المدير المالي الاهداف الاساسية للمشروع عليه القيام بالوظائف الاتية:
- تحليل البيانات المالية:

و تعني عملية التحليل دراسة البيانات المالية وتحويلها إلى نمط أو شكل من المعلومات النسبية أو المطلقة، التي تفيد في معرفة الجوانب الايجابية والسلبية وتقييم الواقع المالي والتشغيلي للمشروع خلال فترة زمنية معينة.
- التخطيط المالي:

و يكون ذلك من خلال التعرف على الاحتياجات المالية للمشروع واعداد الخطط المالية الشاملة (الطويلة الاجل ذات الاهداف الاستراتيجية والقصيرة الاجل ذات الاهداف التشغيلية) واعداد الموازنات التقديرية المتعلقة بالإيرادات والمصاريف التي تخص الشركة في المستقبل. وتعد وظيفة التخطيط المالي من أهم الوظائف التي يقوم بها المدير المالي نظرا لاستراكه في رسم السياسة طويلة الاجل الخاصة بالشركة وعمليات التمويل في المستقبل وبالتالي يؤدي إلى تحديد هيكل الاصول في الشركة ومكوناتها في المستقبل.
- تحديد هيكل الاصول للمشروع:

و نعني بذلك تحديد العناصر المكونة للاصول وتوزيع هيكل الاستثمار في الاصول قصيرة الاجل والاخرى طويلة الاجل، وبعد ذلك يتم تحديد الحجم الامثل للاستثمار في الاصول المتداولة والثابتة التي تؤثر بنتائجها على مستقبل المشروع، إضافة إلى اهمية متابعة تقادم الاصول الثابتة ومدى مساهمتها بشكل كفؤ في العمليات التشغيلية والحاجة إلى استبداله وتجديدها أو توسيعها، ويكون ذلك عن طريق معرفة ما حدث سابقا للاصول وما يمكن ان يحدث مستقبلا في ضوء الخطة الاستراتيجية المستقبلية للمشروع.
- تحديد الهيكل المالي للمشروع:

ترتبط هذه الوظيفة بتحديد العناصر التي يتكون منها الهيكل المالي من خلال دراسة الخصوم وحقوق الملكية المعروضة في قائمة المركز المالي وتقييم واختيار وسائل التمويل المتاحة، وللمدير المالي دور كبير في تحديد المزيج الملائم للتمويل طويل الاجل أو قصير الاجل، ويعد هذا التحديد من أهم العمليات التي تؤثر على قوة المركز المالي والائتماني للمشروع. كذلك يقوم المدير المالي بالتنسيب لمجلس الإدارة من اجل قرارات توزيع الارباح.
- التنسيق مع الادارات الأخرى في الشركة:

للقيام بالعمل بشكل فعال، فجميع القرارات داخل ادارات الشركة لها تاثير مالي. فمثلا القرارات التسويقية لها تاثير على نمو المبيعات والذي له تاثير بالمقابل على تغيير القرارات الاستثمارية.
- التداخل مع الاسواق المالية و النقدية:

فكل مدير مالي لا بد له من ان يتعامل مع الاسواق المالية والنقدية، وكل شركة تؤثر وتتاثر بالاسواق المالية والنقدية بشكل عام، حيث يتم الحصول على الاموال من السوق المالي والنقدي كما يتم التعامل مع المستثمرين الحاليين والمتوقعين من خلال التعامل مع اسهم الشركة في السوق المالي.